# Lance Henderson de la Fuente
Lance Henderson de la Fuente (Marbella, Màlaga, 19 de maig de 2003) és un jugador d'escacs andalús, que té el títol de Gran Mestre Internacional de la FIDE des de 2019, quan el va aconseguir amb tan sols setze anys, per tant, el Gran Mestre més jove en la història dels escacs a l'estat espanyol.

## Biografia
El seu pare, Matt Henderson, és un informàtic nord-americà, i la seva mare, María del Pino de la Fuente, és una enginyera aeroespacial de Valladolid que va viure a Alemanya durant diversos anys. Va començar a jugar als escacs amb nou anys, en un campament de Cabra (Còrdova), on va conèixer els campions provincials i aquests li van inculcar l'interès pel joc. Quan va tornar de Còrdova, ell i la seva germana es van unir a l'Ajedrez Metro Club de Marbella. Va ser entrenat pel Gran Mestre Ernesto Fernández, de Màlaga. Malgrat ser sub 12, va guanyar el campionat d'Espanya d'escacs sub 14. Lance va aconseguir el títol de Mestre Internacional a l'edat de 14 anys i el de Gran Mestre als 16 i dos mesos, quan va aconseguir la seva tercera norma en la lliga portuguesa.